# Cato Hansen
Cato Hansen (Bryne, 26 maggio 1988) è un ex calciatore norvegese, di ruolo attaccante.

## Biografia
È il figlio di Hugo Hansen, anch'egli calciatore professionista.

## Carriera

### Club

#### Gli inizi
Hansen ha iniziato la carriera nelle giovanili del Bryne, nel 1999. Nel maggio 2006 è passato in prestito al Klepp, nella 2. divisjon norvegese. È tornato al Bryne nell'estate successiva e ha esordito nella 1. divisjon in data 13 agosto, subentrando ad Allan Borgvardt nella sconfitta per 4-1 sul campo dell'Hønefoss. Rimasto in squadra per un triennio, ha totalizzato 45 presenze e 10 reti nel solo campionato.

#### Il Brann e la parentesi al Løv-Ham
È passato al Brann prima dell'inizio dell'Eliteserien 2009. Ha debuttato nella nuova squadra e nella massima divisione il 16 marzo, nella sconfitta in trasferta per 3-1 contro il Sandefjord, sostituendo Erik Huseklepp. Il 24 maggio, nella partita del Norgesmesterskapet 2009 contro il Lyngbø, ha segnato la prima rete per il Brann, contribuendo alla vittoria della sua squadra per 0-2.
Nell'estate 2009, è stato ceduto al Løv-Ham con la formula del prestito, tornando così a calcare i campi della 1. divisjon. Ha debuttato in squadra il 9 agosto, venendo schierato titolare nel pareggio casalingo per 1-1 contro il Kongsvinger. Il 16 agosto ha realizzato le prime reti, con una doppietta nel successo per 2-3 sul campo del Notodden. In questa porzione di stagione, ha siglato 6 gol in 9 incontri, per poi tornare al Brann.
Nel corso dell'intera stagione 2010, ha messo a referto un'unica marcatura: ha infatti realizzato un gol in occasione del successo per 0-2 sul campo dell'Arna-Bjørnar, in una sfida valida per il primo turno del Norgesmesterskapet 2010.

#### Il passaggio al Sogndal
Il 5 gennaio 2011 è stato reso noto il suo passaggio al Sogndal, in un'operazione che ha coinvolto anche il suo compagno di squadra Kenneth Udjus. Ha disputato il primo match con questa maglia il 20 marzo successivo, quando è, stato schierato titolare nella sconfitta per 2-1 sul campo dello Strømsgodset. Ha giocato 20 incontri in squadra, senza mai andare a segno. A fine stagione, così, il suo contratto non è stato rinnovato e Hansen si è ritrovato svincolato.

#### Il trasferimento al Sandefjord
Alla fine di marzo 2012, ha firmato un contratto con il Sandefjord. Ha esordito in squadra in data 9 aprile, schierato titolare nel successo per 2-3 sul campo dell'HamKam, partita in cui ha realizzato anche la prima rete con questa maglia. Al termine della prima stagione, ha contribuito al raggiungimento da parte del Sandefjord di una posizione utile per le qualificazioni all'Eliteserien, che non sono state vinte.
Ha contribuito alla promozione in Eliteserien due anni più tardi, quando il Sandefjord ha vinto il campionato 2014. Si è svincolato al termine della stessa stagione. Hansen è rimasto in squadra per un triennio, nel corso del quale ha totalizzato 57 presenze e 9 reti.

#### Egersund e Frøyland
In vista del campionato 2015, Hansen è passato all'Egersund, formazione militante nella 2. divisjon locale. L'anno seguente si è accordato con il Frøyland, in 3. divisjon.

### Nazionale
Hansen conta 8 presenze per la Norvegia under 21, con 3 reti all'attivo. Ha esordito il 7 febbraio 2008, sostituendo Vidar Nisja nel successo per 0-1 sulla Finlandia under 21. Il 25 novembre dello stesso anno ha segnato la prima rete, nella sconfitta per 2-1 contro l'Iraq under 21.

## Statistiche

### Presenze e reti nei club
Statistiche aggiornate al 6 aprile 2016.
| Stagione          | Club              | Campionato        | Campionato | Campionato | Coppe nazionali | Coppe nazionali | Coppe nazionali | Coppe continentali | Coppe continentali | Coppe continentali | Supercoppe | Supercoppe | Supercoppe | Totale | Totale |
| Stagione          | Club              | Comp              | Pres       | Reti       | Comp            | Pres            | Reti            | Comp               | Pres               | Reti               | Comp       | Pres       | Reti       | Pres   | Reti   |
| ----------------- | ----------------- | ----------------- | ---------- | ---------- | --------------- | --------------- | --------------- | ------------------ | ------------------ | ------------------ | ---------- | ---------- | ---------- | ------ | ------ |
| mag.-ago. 2006    | Klepp             | 2D                | ?          | ?          | CN              | ?               | ?               | -                  | -                  | -                  | -          | -          | -          | ?      | ?      |
| ago.-dic. 2006    | Bryne             | 1D                | 4+1        | 0          | CN              | ?               | ?               | -                  | -                  | -                  | -          | -          | -          | 5+     | 0+     |
| 2007              | Bryne             | 1D                | 14         | 5          | CN              | 1+              | 1+              | -                  | -                  | -                  | -          | -          | -          | 15+    | 6+     |
| 2008              | Bryne             | 1D                | 26         | 5          | CN              | ?               | ?               | -                  | -                  | -                  | -          | -          | -          | 26+    | 5+     |
| Totale Sandefjord | Totale Sandefjord | Totale Sandefjord | 44+1       | 10+0       |                 | 1+              | 1+              |                    | -                  | -                  |            | -          | -          | 46+    | 11+    |
| gen.-ago. 2009    | Brann             | ES                | 6          | 0          | CN              | 4               | 2               | -                  | -                  | -                  | -          | -          | -          | 10     | 2      |
| ago.-dic. 2009    | Løv-Ham           | 1D                | 9          | 6          | CN              | -               | -               | -                  | -                  | -                  | -          | -          | -          | 9      | 6      |
| 2010              | Brann             | ES                | 17         | 0          | CN              | 2               | 1               | -                  | -                  | -                  | -          | -          | -          | 19     | 1      |
| Totale Brann      | Totale Brann      | Totale Brann      | 23         | 0          |                 | 6               | 3               |                    | -                  | -                  |            | -          | -          | 29     | 3      |
| 2011              | Sogndal           | ES                | 20         | 0          | CN              | 4               | 2               | -                  | -                  | -                  | -          | -          | -          | 24     | 2      |
| 2012              | Sandefjord        | 1D                | 29+1       | 8+0        | CN              | 3               | 0               | -                  | -                  | -                  | -          | -          | -          | 33     | 8      |
| 2013              | Sandefjord        | 1D                | 19         | 1          | CN              | 1               | 0               | -                  | -                  | -                  | -          | -          | -          | 20     | 1      |
| 2014              | Sandefjord        | 1D                | 4          | 0          | CN              | 0               | 0               | -                  | -                  | -                  | -          | -          | -          | 4      | 0      |
| Totale Sandefjord | Totale Sandefjord | Totale Sandefjord | 52+1       | 9+0        |                 | 4               | 0               |                    | -                  | -                  |            | -          | -          | 57     | 9      |
| 2015              | Egersund          | 2D                | 23         | 8          | CN              | 1               | 0               | -                  | -                  | -                  | -          | -          | -          | 24     | 8      |
| 2016              | Frøyland          | 3D                | 0          | 0          | CN              | 0               | 0               | -                  | -                  | -                  | -          | -          | -          | 0      | 0      |
| Totale            | Totale            | Totale            | 171+2+     | 33+0+      |                 | 12+             | 4+              |                    | -                  | -                  |            | -          | -          | 185+   | 37+    |